# Spragueia onagrus
Spragueia onagrus är en fjärilsart som beskrevs av Herrich-Schäffer. Spragueia onagrus ingår i släktet Spragueia och familjen nattflyn. Inga underarter finns listade i Catalogue of Life.